# Eleutherodactylus rogersi
Eleutherodactylus rogersi es una especie de anfibio anuro de la familia Eleutherodactylidae.

## Distribución geográfica
Esta especie es endémica de las Bahamas. Habita en la isla Darby y en la isla Bell en las islas Exumas, Cat Island, Long Island y San Salvador.

## Descripción
El holotipo femenino mide 32 mm.

## Etimología
Esta especie lleva el nombre en honor a James Speed Rogers (1892–1955)

## Publicación original
- Goin, 1955 : Description of a new subspecies of the frog Eleutherodactylus ricordi from the Bahama Islands. American Museum novitates, n.º 1708, p. 1-7[5]